# Журавка (Навлинский район)
Журавка — село в Навлинском районе Брянской области в составе Синезёрского сельского поселения.

## География
Находится в восточной части Брянской области на расстоянии приблизительно 17 км на север-северо-запад по прямой от районного центра поселка Навля.

## История
Упоминается со второй половины XVIII века (первоначально — слободка в составе Карачевского уезда, владение Масловых); позднее передается в Трубчевский уезд и переходит к Страховым. С 1841 года — село с каменной церковью Иоанна Богослова, (не сохранилась). В середине XX века работал колхоз «Сталинский путь». В 1866 году здесь (село Трубчевского уезда Орловской губернии) учтено было 58 дворов .

## Население
Численность населения: 589 человек (1866 год), 112 (русские 94 %) в 2002 году, 59 в 2010.